# Матч-турнир на звание абсолютного чемпиона СССР по шахматам 1941
Матч-турнир на звание абсолютного чемпиона СССР по шахматам проходил с 23 марта по 29 апреля 1941 года в Москве и Ленинграде.
В турнире приняли участие шахматисты, занявшие первые шесть мест в 12-м чемпионате СССР (1940). Победитель турнира получил звание абсолютного чемпиона, а прежние чемпионы — Бондаревский и Лилиенталь потеряли это звание. Но в счёт чемпионатов СССР этот турнир не вошёл.

## История
Вот как описывал историю проведения турнира его победитель:

Осенью в Москве начался чемпионат СССР. Это был тяжелый турнир. Много участников, мало выходных дней. […]
В чемпионате принимали участие новички — Керес (Эстония к тому времени стала уже советской республикой), Смыслов, Болеславский… Конечно, основной интерес был связан с участием Кереса: кто теперь, при изменившихся обстоятельствах, должен представлять Советский Союз в борьбе за первенство мира с Александром Алехиным? Турнир не дал ответа на этот вопрос.

После десяти туров я лидировал, но затем нервы мои подразыгрались, обстановка была малоподходящей для творческой сосредоточенности — в таких условиях я чувствовал себя беспомощным. Первые два места поделили Бондаревский и Лилиенталь, Смыслов был третьим, Керес — четвёртым, мы с Болеславским поделили пятое и шестое места. Было объявлено о проведении матча на первенство СССР между двумя победителями турнира. До декабря я не мог дотронуться до шахматных фигур — столь неприятен был осадок от турнира, от нездорового ажиотажа (словно на стадионе), от пренебрежительного отношения к творческой стороне шахмат. В декабре я стал исследовать один вариант защиты Нимцовича и почувствовал, что дело пошло. Одновременно послал письмо Снегиреву, где иронизировал по поводу того, что чемпионом страны должен стать победитель матча Бондаревский — Лилиенталь (оба они — шахматисты большого таланта, но высших шахматных достижений у них не было), в то время как у Кереса или у Ботвинника уже были крупные достижения в международных турнирах… Снегирев и сам сознавал, что этот матч для противоборства с Алехиным значения не имеет; он понял мой намек и взялся за дело, как всегда, бесшумно и энергично. Как он сумел убедить начальство, не знаю, он этого не рассказывал, но месяца через два было объявлено об установлении звания «абсолютного» чемпиона и проведении матч-турнира шести победителей чемпионата в четыре круга. Смысл, который вложил Снегирев в понятие «абсолютный», был ясен: именно абсолютный чемпион СССР должен играть матч с Алехиным.— М. Ботвинник

## Цель проведения
В матче-турнире на звание абсолютного чемпиона страны, по существу, решался вопрос: кто из двух советских шахматистов — Керес или Ботвинник (а может быть, ни тот, ни другой) — должен представлять Советский Союз в борьбе за мировое первенство? И нервы Пауля не выдержали…— М. Ботвинник

Этот турнир проводился как соревнование за звание абсолютного чемпиона СССР, но что означает этот титул применительно к шахматам, мне до сих пор не ясно.— П. Керес

## Примечательные партии

### П. Керес — М. Ботвинник
|   | a | b | c | d | e | f | g | h |   |
| - | --- | --- | --- | --- | --- | --- | --- | --- | - |
| 8 | c8 чёрная ладья · f8 чёрная ладья · g8 чёрный король · a7 чёрная пешка · b7 чёрная пешка · f7 чёрная пешка · c6 чёрный конь · h6 чёрная пешка · d5 чёрная пешка · f5 чёрный ферзь · g5 чёрная пешка · a4 белый ферзь · e4 чёрный конь · g3 белый слон · a2 белая пешка · b2 белая пешка · f2 белая пешка · g2 белая пешка · h2 белая пешка · a1 белый король · d1 белая ладья · g1 белый конь · h1 белая ладья | c8 чёрная ладья · f8 чёрная ладья · g8 чёрный король · a7 чёрная пешка · b7 чёрная пешка · f7 чёрная пешка · c6 чёрный конь · h6 чёрная пешка · d5 чёрная пешка · f5 чёрный ферзь · g5 чёрная пешка · a4 белый ферзь · e4 чёрный конь · g3 белый слон · a2 белая пешка · b2 белая пешка · f2 белая пешка · g2 белая пешка · h2 белая пешка · a1 белый король · d1 белая ладья · g1 белый конь · h1 белая ладья | c8 чёрная ладья · f8 чёрная ладья · g8 чёрный король · a7 чёрная пешка · b7 чёрная пешка · f7 чёрная пешка · c6 чёрный конь · h6 чёрная пешка · d5 чёрная пешка · f5 чёрный ферзь · g5 чёрная пешка · a4 белый ферзь · e4 чёрный конь · g3 белый слон · a2 белая пешка · b2 белая пешка · f2 белая пешка · g2 белая пешка · h2 белая пешка · a1 белый король · d1 белая ладья · g1 белый конь · h1 белая ладья | c8 чёрная ладья · f8 чёрная ладья · g8 чёрный король · a7 чёрная пешка · b7 чёрная пешка · f7 чёрная пешка · c6 чёрный конь · h6 чёрная пешка · d5 чёрная пешка · f5 чёрный ферзь · g5 чёрная пешка · a4 белый ферзь · e4 чёрный конь · g3 белый слон · a2 белая пешка · b2 белая пешка · f2 белая пешка · g2 белая пешка · h2 белая пешка · a1 белый король · d1 белая ладья · g1 белый конь · h1 белая ладья | c8 чёрная ладья · f8 чёрная ладья · g8 чёрный король · a7 чёрная пешка · b7 чёрная пешка · f7 чёрная пешка · c6 чёрный конь · h6 чёрная пешка · d5 чёрная пешка · f5 чёрный ферзь · g5 чёрная пешка · a4 белый ферзь · e4 чёрный конь · g3 белый слон · a2 белая пешка · b2 белая пешка · f2 белая пешка · g2 белая пешка · h2 белая пешка · a1 белый король · d1 белая ладья · g1 белый конь · h1 белая ладья | c8 чёрная ладья · f8 чёрная ладья · g8 чёрный король · a7 чёрная пешка · b7 чёрная пешка · f7 чёрная пешка · c6 чёрный конь · h6 чёрная пешка · d5 чёрная пешка · f5 чёрный ферзь · g5 чёрная пешка · a4 белый ферзь · e4 чёрный конь · g3 белый слон · a2 белая пешка · b2 белая пешка · f2 белая пешка · g2 белая пешка · h2 белая пешка · a1 белый король · d1 белая ладья · g1 белый конь · h1 белая ладья | c8 чёрная ладья · f8 чёрная ладья · g8 чёрный король · a7 чёрная пешка · b7 чёрная пешка · f7 чёрная пешка · c6 чёрный конь · h6 чёрная пешка · d5 чёрная пешка · f5 чёрный ферзь · g5 чёрная пешка · a4 белый ферзь · e4 чёрный конь · g3 белый слон · a2 белая пешка · b2 белая пешка · f2 белая пешка · g2 белая пешка · h2 белая пешка · a1 белый король · d1 белая ладья · g1 белый конь · h1 белая ладья | c8 чёрная ладья · f8 чёрная ладья · g8 чёрный король · a7 чёрная пешка · b7 чёрная пешка · f7 чёрная пешка · c6 чёрный конь · h6 чёрная пешка · d5 чёрная пешка · f5 чёрный ферзь · g5 чёрная пешка · a4 белый ферзь · e4 чёрный конь · g3 белый слон · a2 белая пешка · b2 белая пешка · f2 белая пешка · g2 белая пешка · h2 белая пешка · a1 белый король · d1 белая ладья · g1 белый конь · h1 белая ладья | 8 |
| 7 | c8 чёрная ладья · f8 чёрная ладья · g8 чёрный король · a7 чёрная пешка · b7 чёрная пешка · f7 чёрная пешка · c6 чёрный конь · h6 чёрная пешка · d5 чёрная пешка · f5 чёрный ферзь · g5 чёрная пешка · a4 белый ферзь · e4 чёрный конь · g3 белый слон · a2 белая пешка · b2 белая пешка · f2 белая пешка · g2 белая пешка · h2 белая пешка · a1 белый король · d1 белая ладья · g1 белый конь · h1 белая ладья | c8 чёрная ладья · f8 чёрная ладья · g8 чёрный король · a7 чёрная пешка · b7 чёрная пешка · f7 чёрная пешка · c6 чёрный конь · h6 чёрная пешка · d5 чёрная пешка · f5 чёрный ферзь · g5 чёрная пешка · a4 белый ферзь · e4 чёрный конь · g3 белый слон · a2 белая пешка · b2 белая пешка · f2 белая пешка · g2 белая пешка · h2 белая пешка · a1 белый король · d1 белая ладья · g1 белый конь · h1 белая ладья | c8 чёрная ладья · f8 чёрная ладья · g8 чёрный король · a7 чёрная пешка · b7 чёрная пешка · f7 чёрная пешка · c6 чёрный конь · h6 чёрная пешка · d5 чёрная пешка · f5 чёрный ферзь · g5 чёрная пешка · a4 белый ферзь · e4 чёрный конь · g3 белый слон · a2 белая пешка · b2 белая пешка · f2 белая пешка · g2 белая пешка · h2 белая пешка · a1 белый король · d1 белая ладья · g1 белый конь · h1 белая ладья | c8 чёрная ладья · f8 чёрная ладья · g8 чёрный король · a7 чёрная пешка · b7 чёрная пешка · f7 чёрная пешка · c6 чёрный конь · h6 чёрная пешка · d5 чёрная пешка · f5 чёрный ферзь · g5 чёрная пешка · a4 белый ферзь · e4 чёрный конь · g3 белый слон · a2 белая пешка · b2 белая пешка · f2 белая пешка · g2 белая пешка · h2 белая пешка · a1 белый король · d1 белая ладья · g1 белый конь · h1 белая ладья | c8 чёрная ладья · f8 чёрная ладья · g8 чёрный король · a7 чёрная пешка · b7 чёрная пешка · f7 чёрная пешка · c6 чёрный конь · h6 чёрная пешка · d5 чёрная пешка · f5 чёрный ферзь · g5 чёрная пешка · a4 белый ферзь · e4 чёрный конь · g3 белый слон · a2 белая пешка · b2 белая пешка · f2 белая пешка · g2 белая пешка · h2 белая пешка · a1 белый король · d1 белая ладья · g1 белый конь · h1 белая ладья | c8 чёрная ладья · f8 чёрная ладья · g8 чёрный король · a7 чёрная пешка · b7 чёрная пешка · f7 чёрная пешка · c6 чёрный конь · h6 чёрная пешка · d5 чёрная пешка · f5 чёрный ферзь · g5 чёрная пешка · a4 белый ферзь · e4 чёрный конь · g3 белый слон · a2 белая пешка · b2 белая пешка · f2 белая пешка · g2 белая пешка · h2 белая пешка · a1 белый король · d1 белая ладья · g1 белый конь · h1 белая ладья | c8 чёрная ладья · f8 чёрная ладья · g8 чёрный король · a7 чёрная пешка · b7 чёрная пешка · f7 чёрная пешка · c6 чёрный конь · h6 чёрная пешка · d5 чёрная пешка · f5 чёрный ферзь · g5 чёрная пешка · a4 белый ферзь · e4 чёрный конь · g3 белый слон · a2 белая пешка · b2 белая пешка · f2 белая пешка · g2 белая пешка · h2 белая пешка · a1 белый король · d1 белая ладья · g1 белый конь · h1 белая ладья | c8 чёрная ладья · f8 чёрная ладья · g8 чёрный король · a7 чёрная пешка · b7 чёрная пешка · f7 чёрная пешка · c6 чёрный конь · h6 чёрная пешка · d5 чёрная пешка · f5 чёрный ферзь · g5 чёрная пешка · a4 белый ферзь · e4 чёрный конь · g3 белый слон · a2 белая пешка · b2 белая пешка · f2 белая пешка · g2 белая пешка · h2 белая пешка · a1 белый король · d1 белая ладья · g1 белый конь · h1 белая ладья | 7 |
| 6 | c8 чёрная ладья · f8 чёрная ладья · g8 чёрный король · a7 чёрная пешка · b7 чёрная пешка · f7 чёрная пешка · c6 чёрный конь · h6 чёрная пешка · d5 чёрная пешка · f5 чёрный ферзь · g5 чёрная пешка · a4 белый ферзь · e4 чёрный конь · g3 белый слон · a2 белая пешка · b2 белая пешка · f2 белая пешка · g2 белая пешка · h2 белая пешка · a1 белый король · d1 белая ладья · g1 белый конь · h1 белая ладья | c8 чёрная ладья · f8 чёрная ладья · g8 чёрный король · a7 чёрная пешка · b7 чёрная пешка · f7 чёрная пешка · c6 чёрный конь · h6 чёрная пешка · d5 чёрная пешка · f5 чёрный ферзь · g5 чёрная пешка · a4 белый ферзь · e4 чёрный конь · g3 белый слон · a2 белая пешка · b2 белая пешка · f2 белая пешка · g2 белая пешка · h2 белая пешка · a1 белый король · d1 белая ладья · g1 белый конь · h1 белая ладья | c8 чёрная ладья · f8 чёрная ладья · g8 чёрный король · a7 чёрная пешка · b7 чёрная пешка · f7 чёрная пешка · c6 чёрный конь · h6 чёрная пешка · d5 чёрная пешка · f5 чёрный ферзь · g5 чёрная пешка · a4 белый ферзь · e4 чёрный конь · g3 белый слон · a2 белая пешка · b2 белая пешка · f2 белая пешка · g2 белая пешка · h2 белая пешка · a1 белый король · d1 белая ладья · g1 белый конь · h1 белая ладья | c8 чёрная ладья · f8 чёрная ладья · g8 чёрный король · a7 чёрная пешка · b7 чёрная пешка · f7 чёрная пешка · c6 чёрный конь · h6 чёрная пешка · d5 чёрная пешка · f5 чёрный ферзь · g5 чёрная пешка · a4 белый ферзь · e4 чёрный конь · g3 белый слон · a2 белая пешка · b2 белая пешка · f2 белая пешка · g2 белая пешка · h2 белая пешка · a1 белый король · d1 белая ладья · g1 белый конь · h1 белая ладья | c8 чёрная ладья · f8 чёрная ладья · g8 чёрный король · a7 чёрная пешка · b7 чёрная пешка · f7 чёрная пешка · c6 чёрный конь · h6 чёрная пешка · d5 чёрная пешка · f5 чёрный ферзь · g5 чёрная пешка · a4 белый ферзь · e4 чёрный конь · g3 белый слон · a2 белая пешка · b2 белая пешка · f2 белая пешка · g2 белая пешка · h2 белая пешка · a1 белый король · d1 белая ладья · g1 белый конь · h1 белая ладья | c8 чёрная ладья · f8 чёрная ладья · g8 чёрный король · a7 чёрная пешка · b7 чёрная пешка · f7 чёрная пешка · c6 чёрный конь · h6 чёрная пешка · d5 чёрная пешка · f5 чёрный ферзь · g5 чёрная пешка · a4 белый ферзь · e4 чёрный конь · g3 белый слон · a2 белая пешка · b2 белая пешка · f2 белая пешка · g2 белая пешка · h2 белая пешка · a1 белый король · d1 белая ладья · g1 белый конь · h1 белая ладья | c8 чёрная ладья · f8 чёрная ладья · g8 чёрный король · a7 чёрная пешка · b7 чёрная пешка · f7 чёрная пешка · c6 чёрный конь · h6 чёрная пешка · d5 чёрная пешка · f5 чёрный ферзь · g5 чёрная пешка · a4 белый ферзь · e4 чёрный конь · g3 белый слон · a2 белая пешка · b2 белая пешка · f2 белая пешка · g2 белая пешка · h2 белая пешка · a1 белый король · d1 белая ладья · g1 белый конь · h1 белая ладья | c8 чёрная ладья · f8 чёрная ладья · g8 чёрный король · a7 чёрная пешка · b7 чёрная пешка · f7 чёрная пешка · c6 чёрный конь · h6 чёрная пешка · d5 чёрная пешка · f5 чёрный ферзь · g5 чёрная пешка · a4 белый ферзь · e4 чёрный конь · g3 белый слон · a2 белая пешка · b2 белая пешка · f2 белая пешка · g2 белая пешка · h2 белая пешка · a1 белый король · d1 белая ладья · g1 белый конь · h1 белая ладья | 6 |
| 5 | c8 чёрная ладья · f8 чёрная ладья · g8 чёрный король · a7 чёрная пешка · b7 чёрная пешка · f7 чёрная пешка · c6 чёрный конь · h6 чёрная пешка · d5 чёрная пешка · f5 чёрный ферзь · g5 чёрная пешка · a4 белый ферзь · e4 чёрный конь · g3 белый слон · a2 белая пешка · b2 белая пешка · f2 белая пешка · g2 белая пешка · h2 белая пешка · a1 белый король · d1 белая ладья · g1 белый конь · h1 белая ладья | c8 чёрная ладья · f8 чёрная ладья · g8 чёрный король · a7 чёрная пешка · b7 чёрная пешка · f7 чёрная пешка · c6 чёрный конь · h6 чёрная пешка · d5 чёрная пешка · f5 чёрный ферзь · g5 чёрная пешка · a4 белый ферзь · e4 чёрный конь · g3 белый слон · a2 белая пешка · b2 белая пешка · f2 белая пешка · g2 белая пешка · h2 белая пешка · a1 белый король · d1 белая ладья · g1 белый конь · h1 белая ладья | c8 чёрная ладья · f8 чёрная ладья · g8 чёрный король · a7 чёрная пешка · b7 чёрная пешка · f7 чёрная пешка · c6 чёрный конь · h6 чёрная пешка · d5 чёрная пешка · f5 чёрный ферзь · g5 чёрная пешка · a4 белый ферзь · e4 чёрный конь · g3 белый слон · a2 белая пешка · b2 белая пешка · f2 белая пешка · g2 белая пешка · h2 белая пешка · a1 белый король · d1 белая ладья · g1 белый конь · h1 белая ладья | c8 чёрная ладья · f8 чёрная ладья · g8 чёрный король · a7 чёрная пешка · b7 чёрная пешка · f7 чёрная пешка · c6 чёрный конь · h6 чёрная пешка · d5 чёрная пешка · f5 чёрный ферзь · g5 чёрная пешка · a4 белый ферзь · e4 чёрный конь · g3 белый слон · a2 белая пешка · b2 белая пешка · f2 белая пешка · g2 белая пешка · h2 белая пешка · a1 белый король · d1 белая ладья · g1 белый конь · h1 белая ладья | c8 чёрная ладья · f8 чёрная ладья · g8 чёрный король · a7 чёрная пешка · b7 чёрная пешка · f7 чёрная пешка · c6 чёрный конь · h6 чёрная пешка · d5 чёрная пешка · f5 чёрный ферзь · g5 чёрная пешка · a4 белый ферзь · e4 чёрный конь · g3 белый слон · a2 белая пешка · b2 белая пешка · f2 белая пешка · g2 белая пешка · h2 белая пешка · a1 белый король · d1 белая ладья · g1 белый конь · h1 белая ладья | c8 чёрная ладья · f8 чёрная ладья · g8 чёрный король · a7 чёрная пешка · b7 чёрная пешка · f7 чёрная пешка · c6 чёрный конь · h6 чёрная пешка · d5 чёрная пешка · f5 чёрный ферзь · g5 чёрная пешка · a4 белый ферзь · e4 чёрный конь · g3 белый слон · a2 белая пешка · b2 белая пешка · f2 белая пешка · g2 белая пешка · h2 белая пешка · a1 белый король · d1 белая ладья · g1 белый конь · h1 белая ладья | c8 чёрная ладья · f8 чёрная ладья · g8 чёрный король · a7 чёрная пешка · b7 чёрная пешка · f7 чёрная пешка · c6 чёрный конь · h6 чёрная пешка · d5 чёрная пешка · f5 чёрный ферзь · g5 чёрная пешка · a4 белый ферзь · e4 чёрный конь · g3 белый слон · a2 белая пешка · b2 белая пешка · f2 белая пешка · g2 белая пешка · h2 белая пешка · a1 белый король · d1 белая ладья · g1 белый конь · h1 белая ладья | c8 чёрная ладья · f8 чёрная ладья · g8 чёрный король · a7 чёрная пешка · b7 чёрная пешка · f7 чёрная пешка · c6 чёрный конь · h6 чёрная пешка · d5 чёрная пешка · f5 чёрный ферзь · g5 чёрная пешка · a4 белый ферзь · e4 чёрный конь · g3 белый слон · a2 белая пешка · b2 белая пешка · f2 белая пешка · g2 белая пешка · h2 белая пешка · a1 белый король · d1 белая ладья · g1 белый конь · h1 белая ладья | 5 |
| 4 | c8 чёрная ладья · f8 чёрная ладья · g8 чёрный король · a7 чёрная пешка · b7 чёрная пешка · f7 чёрная пешка · c6 чёрный конь · h6 чёрная пешка · d5 чёрная пешка · f5 чёрный ферзь · g5 чёрная пешка · a4 белый ферзь · e4 чёрный конь · g3 белый слон · a2 белая пешка · b2 белая пешка · f2 белая пешка · g2 белая пешка · h2 белая пешка · a1 белый король · d1 белая ладья · g1 белый конь · h1 белая ладья | c8 чёрная ладья · f8 чёрная ладья · g8 чёрный король · a7 чёрная пешка · b7 чёрная пешка · f7 чёрная пешка · c6 чёрный конь · h6 чёрная пешка · d5 чёрная пешка · f5 чёрный ферзь · g5 чёрная пешка · a4 белый ферзь · e4 чёрный конь · g3 белый слон · a2 белая пешка · b2 белая пешка · f2 белая пешка · g2 белая пешка · h2 белая пешка · a1 белый король · d1 белая ладья · g1 белый конь · h1 белая ладья | c8 чёрная ладья · f8 чёрная ладья · g8 чёрный король · a7 чёрная пешка · b7 чёрная пешка · f7 чёрная пешка · c6 чёрный конь · h6 чёрная пешка · d5 чёрная пешка · f5 чёрный ферзь · g5 чёрная пешка · a4 белый ферзь · e4 чёрный конь · g3 белый слон · a2 белая пешка · b2 белая пешка · f2 белая пешка · g2 белая пешка · h2 белая пешка · a1 белый король · d1 белая ладья · g1 белый конь · h1 белая ладья | c8 чёрная ладья · f8 чёрная ладья · g8 чёрный король · a7 чёрная пешка · b7 чёрная пешка · f7 чёрная пешка · c6 чёрный конь · h6 чёрная пешка · d5 чёрная пешка · f5 чёрный ферзь · g5 чёрная пешка · a4 белый ферзь · e4 чёрный конь · g3 белый слон · a2 белая пешка · b2 белая пешка · f2 белая пешка · g2 белая пешка · h2 белая пешка · a1 белый король · d1 белая ладья · g1 белый конь · h1 белая ладья | c8 чёрная ладья · f8 чёрная ладья · g8 чёрный король · a7 чёрная пешка · b7 чёрная пешка · f7 чёрная пешка · c6 чёрный конь · h6 чёрная пешка · d5 чёрная пешка · f5 чёрный ферзь · g5 чёрная пешка · a4 белый ферзь · e4 чёрный конь · g3 белый слон · a2 белая пешка · b2 белая пешка · f2 белая пешка · g2 белая пешка · h2 белая пешка · a1 белый король · d1 белая ладья · g1 белый конь · h1 белая ладья | c8 чёрная ладья · f8 чёрная ладья · g8 чёрный король · a7 чёрная пешка · b7 чёрная пешка · f7 чёрная пешка · c6 чёрный конь · h6 чёрная пешка · d5 чёрная пешка · f5 чёрный ферзь · g5 чёрная пешка · a4 белый ферзь · e4 чёрный конь · g3 белый слон · a2 белая пешка · b2 белая пешка · f2 белая пешка · g2 белая пешка · h2 белая пешка · a1 белый король · d1 белая ладья · g1 белый конь · h1 белая ладья | c8 чёрная ладья · f8 чёрная ладья · g8 чёрный король · a7 чёрная пешка · b7 чёрная пешка · f7 чёрная пешка · c6 чёрный конь · h6 чёрная пешка · d5 чёрная пешка · f5 чёрный ферзь · g5 чёрная пешка · a4 белый ферзь · e4 чёрный конь · g3 белый слон · a2 белая пешка · b2 белая пешка · f2 белая пешка · g2 белая пешка · h2 белая пешка · a1 белый король · d1 белая ладья · g1 белый конь · h1 белая ладья | c8 чёрная ладья · f8 чёрная ладья · g8 чёрный король · a7 чёрная пешка · b7 чёрная пешка · f7 чёрная пешка · c6 чёрный конь · h6 чёрная пешка · d5 чёрная пешка · f5 чёрный ферзь · g5 чёрная пешка · a4 белый ферзь · e4 чёрный конь · g3 белый слон · a2 белая пешка · b2 белая пешка · f2 белая пешка · g2 белая пешка · h2 белая пешка · a1 белый король · d1 белая ладья · g1 белый конь · h1 белая ладья | 4 |
| 3 | c8 чёрная ладья · f8 чёрная ладья · g8 чёрный король · a7 чёрная пешка · b7 чёрная пешка · f7 чёрная пешка · c6 чёрный конь · h6 чёрная пешка · d5 чёрная пешка · f5 чёрный ферзь · g5 чёрная пешка · a4 белый ферзь · e4 чёрный конь · g3 белый слон · a2 белая пешка · b2 белая пешка · f2 белая пешка · g2 белая пешка · h2 белая пешка · a1 белый король · d1 белая ладья · g1 белый конь · h1 белая ладья | c8 чёрная ладья · f8 чёрная ладья · g8 чёрный король · a7 чёрная пешка · b7 чёрная пешка · f7 чёрная пешка · c6 чёрный конь · h6 чёрная пешка · d5 чёрная пешка · f5 чёрный ферзь · g5 чёрная пешка · a4 белый ферзь · e4 чёрный конь · g3 белый слон · a2 белая пешка · b2 белая пешка · f2 белая пешка · g2 белая пешка · h2 белая пешка · a1 белый король · d1 белая ладья · g1 белый конь · h1 белая ладья | c8 чёрная ладья · f8 чёрная ладья · g8 чёрный король · a7 чёрная пешка · b7 чёрная пешка · f7 чёрная пешка · c6 чёрный конь · h6 чёрная пешка · d5 чёрная пешка · f5 чёрный ферзь · g5 чёрная пешка · a4 белый ферзь · e4 чёрный конь · g3 белый слон · a2 белая пешка · b2 белая пешка · f2 белая пешка · g2 белая пешка · h2 белая пешка · a1 белый король · d1 белая ладья · g1 белый конь · h1 белая ладья | c8 чёрная ладья · f8 чёрная ладья · g8 чёрный король · a7 чёрная пешка · b7 чёрная пешка · f7 чёрная пешка · c6 чёрный конь · h6 чёрная пешка · d5 чёрная пешка · f5 чёрный ферзь · g5 чёрная пешка · a4 белый ферзь · e4 чёрный конь · g3 белый слон · a2 белая пешка · b2 белая пешка · f2 белая пешка · g2 белая пешка · h2 белая пешка · a1 белый король · d1 белая ладья · g1 белый конь · h1 белая ладья | c8 чёрная ладья · f8 чёрная ладья · g8 чёрный король · a7 чёрная пешка · b7 чёрная пешка · f7 чёрная пешка · c6 чёрный конь · h6 чёрная пешка · d5 чёрная пешка · f5 чёрный ферзь · g5 чёрная пешка · a4 белый ферзь · e4 чёрный конь · g3 белый слон · a2 белая пешка · b2 белая пешка · f2 белая пешка · g2 белая пешка · h2 белая пешка · a1 белый король · d1 белая ладья · g1 белый конь · h1 белая ладья | c8 чёрная ладья · f8 чёрная ладья · g8 чёрный король · a7 чёрная пешка · b7 чёрная пешка · f7 чёрная пешка · c6 чёрный конь · h6 чёрная пешка · d5 чёрная пешка · f5 чёрный ферзь · g5 чёрная пешка · a4 белый ферзь · e4 чёрный конь · g3 белый слон · a2 белая пешка · b2 белая пешка · f2 белая пешка · g2 белая пешка · h2 белая пешка · a1 белый король · d1 белая ладья · g1 белый конь · h1 белая ладья | c8 чёрная ладья · f8 чёрная ладья · g8 чёрный король · a7 чёрная пешка · b7 чёрная пешка · f7 чёрная пешка · c6 чёрный конь · h6 чёрная пешка · d5 чёрная пешка · f5 чёрный ферзь · g5 чёрная пешка · a4 белый ферзь · e4 чёрный конь · g3 белый слон · a2 белая пешка · b2 белая пешка · f2 белая пешка · g2 белая пешка · h2 белая пешка · a1 белый король · d1 белая ладья · g1 белый конь · h1 белая ладья | c8 чёрная ладья · f8 чёрная ладья · g8 чёрный король · a7 чёрная пешка · b7 чёрная пешка · f7 чёрная пешка · c6 чёрный конь · h6 чёрная пешка · d5 чёрная пешка · f5 чёрный ферзь · g5 чёрная пешка · a4 белый ферзь · e4 чёрный конь · g3 белый слон · a2 белая пешка · b2 белая пешка · f2 белая пешка · g2 белая пешка · h2 белая пешка · a1 белый король · d1 белая ладья · g1 белый конь · h1 белая ладья | 3 |
| 2 | c8 чёрная ладья · f8 чёрная ладья · g8 чёрный король · a7 чёрная пешка · b7 чёрная пешка · f7 чёрная пешка · c6 чёрный конь · h6 чёрная пешка · d5 чёрная пешка · f5 чёрный ферзь · g5 чёрная пешка · a4 белый ферзь · e4 чёрный конь · g3 белый слон · a2 белая пешка · b2 белая пешка · f2 белая пешка · g2 белая пешка · h2 белая пешка · a1 белый король · d1 белая ладья · g1 белый конь · h1 белая ладья | c8 чёрная ладья · f8 чёрная ладья · g8 чёрный король · a7 чёрная пешка · b7 чёрная пешка · f7 чёрная пешка · c6 чёрный конь · h6 чёрная пешка · d5 чёрная пешка · f5 чёрный ферзь · g5 чёрная пешка · a4 белый ферзь · e4 чёрный конь · g3 белый слон · a2 белая пешка · b2 белая пешка · f2 белая пешка · g2 белая пешка · h2 белая пешка · a1 белый король · d1 белая ладья · g1 белый конь · h1 белая ладья | c8 чёрная ладья · f8 чёрная ладья · g8 чёрный король · a7 чёрная пешка · b7 чёрная пешка · f7 чёрная пешка · c6 чёрный конь · h6 чёрная пешка · d5 чёрная пешка · f5 чёрный ферзь · g5 чёрная пешка · a4 белый ферзь · e4 чёрный конь · g3 белый слон · a2 белая пешка · b2 белая пешка · f2 белая пешка · g2 белая пешка · h2 белая пешка · a1 белый король · d1 белая ладья · g1 белый конь · h1 белая ладья | c8 чёрная ладья · f8 чёрная ладья · g8 чёрный король · a7 чёрная пешка · b7 чёрная пешка · f7 чёрная пешка · c6 чёрный конь · h6 чёрная пешка · d5 чёрная пешка · f5 чёрный ферзь · g5 чёрная пешка · a4 белый ферзь · e4 чёрный конь · g3 белый слон · a2 белая пешка · b2 белая пешка · f2 белая пешка · g2 белая пешка · h2 белая пешка · a1 белый король · d1 белая ладья · g1 белый конь · h1 белая ладья | c8 чёрная ладья · f8 чёрная ладья · g8 чёрный король · a7 чёрная пешка · b7 чёрная пешка · f7 чёрная пешка · c6 чёрный конь · h6 чёрная пешка · d5 чёрная пешка · f5 чёрный ферзь · g5 чёрная пешка · a4 белый ферзь · e4 чёрный конь · g3 белый слон · a2 белая пешка · b2 белая пешка · f2 белая пешка · g2 белая пешка · h2 белая пешка · a1 белый король · d1 белая ладья · g1 белый конь · h1 белая ладья | c8 чёрная ладья · f8 чёрная ладья · g8 чёрный король · a7 чёрная пешка · b7 чёрная пешка · f7 чёрная пешка · c6 чёрный конь · h6 чёрная пешка · d5 чёрная пешка · f5 чёрный ферзь · g5 чёрная пешка · a4 белый ферзь · e4 чёрный конь · g3 белый слон · a2 белая пешка · b2 белая пешка · f2 белая пешка · g2 белая пешка · h2 белая пешка · a1 белый король · d1 белая ладья · g1 белый конь · h1 белая ладья | c8 чёрная ладья · f8 чёрная ладья · g8 чёрный король · a7 чёрная пешка · b7 чёрная пешка · f7 чёрная пешка · c6 чёрный конь · h6 чёрная пешка · d5 чёрная пешка · f5 чёрный ферзь · g5 чёрная пешка · a4 белый ферзь · e4 чёрный конь · g3 белый слон · a2 белая пешка · b2 белая пешка · f2 белая пешка · g2 белая пешка · h2 белая пешка · a1 белый король · d1 белая ладья · g1 белый конь · h1 белая ладья | c8 чёрная ладья · f8 чёрная ладья · g8 чёрный король · a7 чёрная пешка · b7 чёрная пешка · f7 чёрная пешка · c6 чёрный конь · h6 чёрная пешка · d5 чёрная пешка · f5 чёрный ферзь · g5 чёрная пешка · a4 белый ферзь · e4 чёрный конь · g3 белый слон · a2 белая пешка · b2 белая пешка · f2 белая пешка · g2 белая пешка · h2 белая пешка · a1 белый король · d1 белая ладья · g1 белый конь · h1 белая ладья | 2 |
| 1 | c8 чёрная ладья · f8 чёрная ладья · g8 чёрный король · a7 чёрная пешка · b7 чёрная пешка · f7 чёрная пешка · c6 чёрный конь · h6 чёрная пешка · d5 чёрная пешка · f5 чёрный ферзь · g5 чёрная пешка · a4 белый ферзь · e4 чёрный конь · g3 белый слон · a2 белая пешка · b2 белая пешка · f2 белая пешка · g2 белая пешка · h2 белая пешка · a1 белый король · d1 белая ладья · g1 белый конь · h1 белая ладья | c8 чёрная ладья · f8 чёрная ладья · g8 чёрный король · a7 чёрная пешка · b7 чёрная пешка · f7 чёрная пешка · c6 чёрный конь · h6 чёрная пешка · d5 чёрная пешка · f5 чёрный ферзь · g5 чёрная пешка · a4 белый ферзь · e4 чёрный конь · g3 белый слон · a2 белая пешка · b2 белая пешка · f2 белая пешка · g2 белая пешка · h2 белая пешка · a1 белый король · d1 белая ладья · g1 белый конь · h1 белая ладья | c8 чёрная ладья · f8 чёрная ладья · g8 чёрный король · a7 чёрная пешка · b7 чёрная пешка · f7 чёрная пешка · c6 чёрный конь · h6 чёрная пешка · d5 чёрная пешка · f5 чёрный ферзь · g5 чёрная пешка · a4 белый ферзь · e4 чёрный конь · g3 белый слон · a2 белая пешка · b2 белая пешка · f2 белая пешка · g2 белая пешка · h2 белая пешка · a1 белый король · d1 белая ладья · g1 белый конь · h1 белая ладья | c8 чёрная ладья · f8 чёрная ладья · g8 чёрный король · a7 чёрная пешка · b7 чёрная пешка · f7 чёрная пешка · c6 чёрный конь · h6 чёрная пешка · d5 чёрная пешка · f5 чёрный ферзь · g5 чёрная пешка · a4 белый ферзь · e4 чёрный конь · g3 белый слон · a2 белая пешка · b2 белая пешка · f2 белая пешка · g2 белая пешка · h2 белая пешка · a1 белый король · d1 белая ладья · g1 белый конь · h1 белая ладья | c8 чёрная ладья · f8 чёрная ладья · g8 чёрный король · a7 чёрная пешка · b7 чёрная пешка · f7 чёрная пешка · c6 чёрный конь · h6 чёрная пешка · d5 чёрная пешка · f5 чёрный ферзь · g5 чёрная пешка · a4 белый ферзь · e4 чёрный конь · g3 белый слон · a2 белая пешка · b2 белая пешка · f2 белая пешка · g2 белая пешка · h2 белая пешка · a1 белый король · d1 белая ладья · g1 белый конь · h1 белая ладья | c8 чёрная ладья · f8 чёрная ладья · g8 чёрный король · a7 чёрная пешка · b7 чёрная пешка · f7 чёрная пешка · c6 чёрный конь · h6 чёрная пешка · d5 чёрная пешка · f5 чёрный ферзь · g5 чёрная пешка · a4 белый ферзь · e4 чёрный конь · g3 белый слон · a2 белая пешка · b2 белая пешка · f2 белая пешка · g2 белая пешка · h2 белая пешка · a1 белый король · d1 белая ладья · g1 белый конь · h1 белая ладья | c8 чёрная ладья · f8 чёрная ладья · g8 чёрный король · a7 чёрная пешка · b7 чёрная пешка · f7 чёрная пешка · c6 чёрный конь · h6 чёрная пешка · d5 чёрная пешка · f5 чёрный ферзь · g5 чёрная пешка · a4 белый ферзь · e4 чёрный конь · g3 белый слон · a2 белая пешка · b2 белая пешка · f2 белая пешка · g2 белая пешка · h2 белая пешка · a1 белый король · d1 белая ладья · g1 белый конь · h1 белая ладья | c8 чёрная ладья · f8 чёрная ладья · g8 чёрный король · a7 чёрная пешка · b7 чёрная пешка · f7 чёрная пешка · c6 чёрный конь · h6 чёрная пешка · d5 чёрная пешка · f5 чёрный ферзь · g5 чёрная пешка · a4 белый ферзь · e4 чёрный конь · g3 белый слон · a2 белая пешка · b2 белая пешка · f2 белая пешка · g2 белая пешка · h2 белая пешка · a1 белый король · d1 белая ладья · g1 белый конь · h1 белая ладья | 1 |
|   | a | b | c | d | e | f | g | h |   |

1. d4 Кf6 2. c4 e6 3. Кс3 Сb4 4. Фс2 d5 5. cd ed 6. Сg5 h6 7. Сһ4 c5 8. 0-0-0 С:с3 9. Ф:c3 g5 10. Сg3 cd 11. Ф:d4 Кс6 12. Фа4 Сf5 13. e3 Лс8 14. Сd3 Фd7 15. Крb1 С:d3 16. Л:d3 Фf5 17. e4 К:e4 18. Кра1 0-0 19. Лd1 (см. диаграмму)
19… b5 20. Ф:b5 Кd4 21. Фd3 Кс2 22. Крb1 Кb4, 0 : 1

### В. Смыслов — М. Ботвинник
|   | a | b | c | d | e | f | g | h |   |
| - | --- | --- | --- | --- | --- | --- | --- | --- | - |
| 8 | c8 чёрная ладья · b7 чёрная ладья · h7 чёрный король · a6 белая пешка · b6 белая пешка · f6 чёрная пешка · b5 белая ладья · f5 белая пешка · h5 чёрная пешка · d4 чёрная пешка · e4 белая пешка · h4 чёрная пешка · c3 чёрная пешка · f3 белая пешка · b2 чёрная пешка · e1 белая ладья · h1 белый король | c8 чёрная ладья · b7 чёрная ладья · h7 чёрный король · a6 белая пешка · b6 белая пешка · f6 чёрная пешка · b5 белая ладья · f5 белая пешка · h5 чёрная пешка · d4 чёрная пешка · e4 белая пешка · h4 чёрная пешка · c3 чёрная пешка · f3 белая пешка · b2 чёрная пешка · e1 белая ладья · h1 белый король | c8 чёрная ладья · b7 чёрная ладья · h7 чёрный король · a6 белая пешка · b6 белая пешка · f6 чёрная пешка · b5 белая ладья · f5 белая пешка · h5 чёрная пешка · d4 чёрная пешка · e4 белая пешка · h4 чёрная пешка · c3 чёрная пешка · f3 белая пешка · b2 чёрная пешка · e1 белая ладья · h1 белый король | c8 чёрная ладья · b7 чёрная ладья · h7 чёрный король · a6 белая пешка · b6 белая пешка · f6 чёрная пешка · b5 белая ладья · f5 белая пешка · h5 чёрная пешка · d4 чёрная пешка · e4 белая пешка · h4 чёрная пешка · c3 чёрная пешка · f3 белая пешка · b2 чёрная пешка · e1 белая ладья · h1 белый король | c8 чёрная ладья · b7 чёрная ладья · h7 чёрный король · a6 белая пешка · b6 белая пешка · f6 чёрная пешка · b5 белая ладья · f5 белая пешка · h5 чёрная пешка · d4 чёрная пешка · e4 белая пешка · h4 чёрная пешка · c3 чёрная пешка · f3 белая пешка · b2 чёрная пешка · e1 белая ладья · h1 белый король | c8 чёрная ладья · b7 чёрная ладья · h7 чёрный король · a6 белая пешка · b6 белая пешка · f6 чёрная пешка · b5 белая ладья · f5 белая пешка · h5 чёрная пешка · d4 чёрная пешка · e4 белая пешка · h4 чёрная пешка · c3 чёрная пешка · f3 белая пешка · b2 чёрная пешка · e1 белая ладья · h1 белый король | c8 чёрная ладья · b7 чёрная ладья · h7 чёрный король · a6 белая пешка · b6 белая пешка · f6 чёрная пешка · b5 белая ладья · f5 белая пешка · h5 чёрная пешка · d4 чёрная пешка · e4 белая пешка · h4 чёрная пешка · c3 чёрная пешка · f3 белая пешка · b2 чёрная пешка · e1 белая ладья · h1 белый король | c8 чёрная ладья · b7 чёрная ладья · h7 чёрный король · a6 белая пешка · b6 белая пешка · f6 чёрная пешка · b5 белая ладья · f5 белая пешка · h5 чёрная пешка · d4 чёрная пешка · e4 белая пешка · h4 чёрная пешка · c3 чёрная пешка · f3 белая пешка · b2 чёрная пешка · e1 белая ладья · h1 белый король | 8 |
| 7 | c8 чёрная ладья · b7 чёрная ладья · h7 чёрный король · a6 белая пешка · b6 белая пешка · f6 чёрная пешка · b5 белая ладья · f5 белая пешка · h5 чёрная пешка · d4 чёрная пешка · e4 белая пешка · h4 чёрная пешка · c3 чёрная пешка · f3 белая пешка · b2 чёрная пешка · e1 белая ладья · h1 белый король | c8 чёрная ладья · b7 чёрная ладья · h7 чёрный король · a6 белая пешка · b6 белая пешка · f6 чёрная пешка · b5 белая ладья · f5 белая пешка · h5 чёрная пешка · d4 чёрная пешка · e4 белая пешка · h4 чёрная пешка · c3 чёрная пешка · f3 белая пешка · b2 чёрная пешка · e1 белая ладья · h1 белый король | c8 чёрная ладья · b7 чёрная ладья · h7 чёрный король · a6 белая пешка · b6 белая пешка · f6 чёрная пешка · b5 белая ладья · f5 белая пешка · h5 чёрная пешка · d4 чёрная пешка · e4 белая пешка · h4 чёрная пешка · c3 чёрная пешка · f3 белая пешка · b2 чёрная пешка · e1 белая ладья · h1 белый король | c8 чёрная ладья · b7 чёрная ладья · h7 чёрный король · a6 белая пешка · b6 белая пешка · f6 чёрная пешка · b5 белая ладья · f5 белая пешка · h5 чёрная пешка · d4 чёрная пешка · e4 белая пешка · h4 чёрная пешка · c3 чёрная пешка · f3 белая пешка · b2 чёрная пешка · e1 белая ладья · h1 белый король | c8 чёрная ладья · b7 чёрная ладья · h7 чёрный король · a6 белая пешка · b6 белая пешка · f6 чёрная пешка · b5 белая ладья · f5 белая пешка · h5 чёрная пешка · d4 чёрная пешка · e4 белая пешка · h4 чёрная пешка · c3 чёрная пешка · f3 белая пешка · b2 чёрная пешка · e1 белая ладья · h1 белый король | c8 чёрная ладья · b7 чёрная ладья · h7 чёрный король · a6 белая пешка · b6 белая пешка · f6 чёрная пешка · b5 белая ладья · f5 белая пешка · h5 чёрная пешка · d4 чёрная пешка · e4 белая пешка · h4 чёрная пешка · c3 чёрная пешка · f3 белая пешка · b2 чёрная пешка · e1 белая ладья · h1 белый король | c8 чёрная ладья · b7 чёрная ладья · h7 чёрный король · a6 белая пешка · b6 белая пешка · f6 чёрная пешка · b5 белая ладья · f5 белая пешка · h5 чёрная пешка · d4 чёрная пешка · e4 белая пешка · h4 чёрная пешка · c3 чёрная пешка · f3 белая пешка · b2 чёрная пешка · e1 белая ладья · h1 белый король | c8 чёрная ладья · b7 чёрная ладья · h7 чёрный король · a6 белая пешка · b6 белая пешка · f6 чёрная пешка · b5 белая ладья · f5 белая пешка · h5 чёрная пешка · d4 чёрная пешка · e4 белая пешка · h4 чёрная пешка · c3 чёрная пешка · f3 белая пешка · b2 чёрная пешка · e1 белая ладья · h1 белый король | 7 |
| 6 | c8 чёрная ладья · b7 чёрная ладья · h7 чёрный король · a6 белая пешка · b6 белая пешка · f6 чёрная пешка · b5 белая ладья · f5 белая пешка · h5 чёрная пешка · d4 чёрная пешка · e4 белая пешка · h4 чёрная пешка · c3 чёрная пешка · f3 белая пешка · b2 чёрная пешка · e1 белая ладья · h1 белый король | c8 чёрная ладья · b7 чёрная ладья · h7 чёрный король · a6 белая пешка · b6 белая пешка · f6 чёрная пешка · b5 белая ладья · f5 белая пешка · h5 чёрная пешка · d4 чёрная пешка · e4 белая пешка · h4 чёрная пешка · c3 чёрная пешка · f3 белая пешка · b2 чёрная пешка · e1 белая ладья · h1 белый король | c8 чёрная ладья · b7 чёрная ладья · h7 чёрный король · a6 белая пешка · b6 белая пешка · f6 чёрная пешка · b5 белая ладья · f5 белая пешка · h5 чёрная пешка · d4 чёрная пешка · e4 белая пешка · h4 чёрная пешка · c3 чёрная пешка · f3 белая пешка · b2 чёрная пешка · e1 белая ладья · h1 белый король | c8 чёрная ладья · b7 чёрная ладья · h7 чёрный король · a6 белая пешка · b6 белая пешка · f6 чёрная пешка · b5 белая ладья · f5 белая пешка · h5 чёрная пешка · d4 чёрная пешка · e4 белая пешка · h4 чёрная пешка · c3 чёрная пешка · f3 белая пешка · b2 чёрная пешка · e1 белая ладья · h1 белый король | c8 чёрная ладья · b7 чёрная ладья · h7 чёрный король · a6 белая пешка · b6 белая пешка · f6 чёрная пешка · b5 белая ладья · f5 белая пешка · h5 чёрная пешка · d4 чёрная пешка · e4 белая пешка · h4 чёрная пешка · c3 чёрная пешка · f3 белая пешка · b2 чёрная пешка · e1 белая ладья · h1 белый король | c8 чёрная ладья · b7 чёрная ладья · h7 чёрный король · a6 белая пешка · b6 белая пешка · f6 чёрная пешка · b5 белая ладья · f5 белая пешка · h5 чёрная пешка · d4 чёрная пешка · e4 белая пешка · h4 чёрная пешка · c3 чёрная пешка · f3 белая пешка · b2 чёрная пешка · e1 белая ладья · h1 белый король | c8 чёрная ладья · b7 чёрная ладья · h7 чёрный король · a6 белая пешка · b6 белая пешка · f6 чёрная пешка · b5 белая ладья · f5 белая пешка · h5 чёрная пешка · d4 чёрная пешка · e4 белая пешка · h4 чёрная пешка · c3 чёрная пешка · f3 белая пешка · b2 чёрная пешка · e1 белая ладья · h1 белый король | c8 чёрная ладья · b7 чёрная ладья · h7 чёрный король · a6 белая пешка · b6 белая пешка · f6 чёрная пешка · b5 белая ладья · f5 белая пешка · h5 чёрная пешка · d4 чёрная пешка · e4 белая пешка · h4 чёрная пешка · c3 чёрная пешка · f3 белая пешка · b2 чёрная пешка · e1 белая ладья · h1 белый король | 6 |
| 5 | c8 чёрная ладья · b7 чёрная ладья · h7 чёрный король · a6 белая пешка · b6 белая пешка · f6 чёрная пешка · b5 белая ладья · f5 белая пешка · h5 чёрная пешка · d4 чёрная пешка · e4 белая пешка · h4 чёрная пешка · c3 чёрная пешка · f3 белая пешка · b2 чёрная пешка · e1 белая ладья · h1 белый король | c8 чёрная ладья · b7 чёрная ладья · h7 чёрный король · a6 белая пешка · b6 белая пешка · f6 чёрная пешка · b5 белая ладья · f5 белая пешка · h5 чёрная пешка · d4 чёрная пешка · e4 белая пешка · h4 чёрная пешка · c3 чёрная пешка · f3 белая пешка · b2 чёрная пешка · e1 белая ладья · h1 белый король | c8 чёрная ладья · b7 чёрная ладья · h7 чёрный король · a6 белая пешка · b6 белая пешка · f6 чёрная пешка · b5 белая ладья · f5 белая пешка · h5 чёрная пешка · d4 чёрная пешка · e4 белая пешка · h4 чёрная пешка · c3 чёрная пешка · f3 белая пешка · b2 чёрная пешка · e1 белая ладья · h1 белый король | c8 чёрная ладья · b7 чёрная ладья · h7 чёрный король · a6 белая пешка · b6 белая пешка · f6 чёрная пешка · b5 белая ладья · f5 белая пешка · h5 чёрная пешка · d4 чёрная пешка · e4 белая пешка · h4 чёрная пешка · c3 чёрная пешка · f3 белая пешка · b2 чёрная пешка · e1 белая ладья · h1 белый король | c8 чёрная ладья · b7 чёрная ладья · h7 чёрный король · a6 белая пешка · b6 белая пешка · f6 чёрная пешка · b5 белая ладья · f5 белая пешка · h5 чёрная пешка · d4 чёрная пешка · e4 белая пешка · h4 чёрная пешка · c3 чёрная пешка · f3 белая пешка · b2 чёрная пешка · e1 белая ладья · h1 белый король | c8 чёрная ладья · b7 чёрная ладья · h7 чёрный король · a6 белая пешка · b6 белая пешка · f6 чёрная пешка · b5 белая ладья · f5 белая пешка · h5 чёрная пешка · d4 чёрная пешка · e4 белая пешка · h4 чёрная пешка · c3 чёрная пешка · f3 белая пешка · b2 чёрная пешка · e1 белая ладья · h1 белый король | c8 чёрная ладья · b7 чёрная ладья · h7 чёрный король · a6 белая пешка · b6 белая пешка · f6 чёрная пешка · b5 белая ладья · f5 белая пешка · h5 чёрная пешка · d4 чёрная пешка · e4 белая пешка · h4 чёрная пешка · c3 чёрная пешка · f3 белая пешка · b2 чёрная пешка · e1 белая ладья · h1 белый король | c8 чёрная ладья · b7 чёрная ладья · h7 чёрный король · a6 белая пешка · b6 белая пешка · f6 чёрная пешка · b5 белая ладья · f5 белая пешка · h5 чёрная пешка · d4 чёрная пешка · e4 белая пешка · h4 чёрная пешка · c3 чёрная пешка · f3 белая пешка · b2 чёрная пешка · e1 белая ладья · h1 белый король | 5 |
| 4 | c8 чёрная ладья · b7 чёрная ладья · h7 чёрный король · a6 белая пешка · b6 белая пешка · f6 чёрная пешка · b5 белая ладья · f5 белая пешка · h5 чёрная пешка · d4 чёрная пешка · e4 белая пешка · h4 чёрная пешка · c3 чёрная пешка · f3 белая пешка · b2 чёрная пешка · e1 белая ладья · h1 белый король | c8 чёрная ладья · b7 чёрная ладья · h7 чёрный король · a6 белая пешка · b6 белая пешка · f6 чёрная пешка · b5 белая ладья · f5 белая пешка · h5 чёрная пешка · d4 чёрная пешка · e4 белая пешка · h4 чёрная пешка · c3 чёрная пешка · f3 белая пешка · b2 чёрная пешка · e1 белая ладья · h1 белый король | c8 чёрная ладья · b7 чёрная ладья · h7 чёрный король · a6 белая пешка · b6 белая пешка · f6 чёрная пешка · b5 белая ладья · f5 белая пешка · h5 чёрная пешка · d4 чёрная пешка · e4 белая пешка · h4 чёрная пешка · c3 чёрная пешка · f3 белая пешка · b2 чёрная пешка · e1 белая ладья · h1 белый король | c8 чёрная ладья · b7 чёрная ладья · h7 чёрный король · a6 белая пешка · b6 белая пешка · f6 чёрная пешка · b5 белая ладья · f5 белая пешка · h5 чёрная пешка · d4 чёрная пешка · e4 белая пешка · h4 чёрная пешка · c3 чёрная пешка · f3 белая пешка · b2 чёрная пешка · e1 белая ладья · h1 белый король | c8 чёрная ладья · b7 чёрная ладья · h7 чёрный король · a6 белая пешка · b6 белая пешка · f6 чёрная пешка · b5 белая ладья · f5 белая пешка · h5 чёрная пешка · d4 чёрная пешка · e4 белая пешка · h4 чёрная пешка · c3 чёрная пешка · f3 белая пешка · b2 чёрная пешка · e1 белая ладья · h1 белый король | c8 чёрная ладья · b7 чёрная ладья · h7 чёрный король · a6 белая пешка · b6 белая пешка · f6 чёрная пешка · b5 белая ладья · f5 белая пешка · h5 чёрная пешка · d4 чёрная пешка · e4 белая пешка · h4 чёрная пешка · c3 чёрная пешка · f3 белая пешка · b2 чёрная пешка · e1 белая ладья · h1 белый король | c8 чёрная ладья · b7 чёрная ладья · h7 чёрный король · a6 белая пешка · b6 белая пешка · f6 чёрная пешка · b5 белая ладья · f5 белая пешка · h5 чёрная пешка · d4 чёрная пешка · e4 белая пешка · h4 чёрная пешка · c3 чёрная пешка · f3 белая пешка · b2 чёрная пешка · e1 белая ладья · h1 белый король | c8 чёрная ладья · b7 чёрная ладья · h7 чёрный король · a6 белая пешка · b6 белая пешка · f6 чёрная пешка · b5 белая ладья · f5 белая пешка · h5 чёрная пешка · d4 чёрная пешка · e4 белая пешка · h4 чёрная пешка · c3 чёрная пешка · f3 белая пешка · b2 чёрная пешка · e1 белая ладья · h1 белый король | 4 |
| 3 | c8 чёрная ладья · b7 чёрная ладья · h7 чёрный король · a6 белая пешка · b6 белая пешка · f6 чёрная пешка · b5 белая ладья · f5 белая пешка · h5 чёрная пешка · d4 чёрная пешка · e4 белая пешка · h4 чёрная пешка · c3 чёрная пешка · f3 белая пешка · b2 чёрная пешка · e1 белая ладья · h1 белый король | c8 чёрная ладья · b7 чёрная ладья · h7 чёрный король · a6 белая пешка · b6 белая пешка · f6 чёрная пешка · b5 белая ладья · f5 белая пешка · h5 чёрная пешка · d4 чёрная пешка · e4 белая пешка · h4 чёрная пешка · c3 чёрная пешка · f3 белая пешка · b2 чёрная пешка · e1 белая ладья · h1 белый король | c8 чёрная ладья · b7 чёрная ладья · h7 чёрный король · a6 белая пешка · b6 белая пешка · f6 чёрная пешка · b5 белая ладья · f5 белая пешка · h5 чёрная пешка · d4 чёрная пешка · e4 белая пешка · h4 чёрная пешка · c3 чёрная пешка · f3 белая пешка · b2 чёрная пешка · e1 белая ладья · h1 белый король | c8 чёрная ладья · b7 чёрная ладья · h7 чёрный король · a6 белая пешка · b6 белая пешка · f6 чёрная пешка · b5 белая ладья · f5 белая пешка · h5 чёрная пешка · d4 чёрная пешка · e4 белая пешка · h4 чёрная пешка · c3 чёрная пешка · f3 белая пешка · b2 чёрная пешка · e1 белая ладья · h1 белый король | c8 чёрная ладья · b7 чёрная ладья · h7 чёрный король · a6 белая пешка · b6 белая пешка · f6 чёрная пешка · b5 белая ладья · f5 белая пешка · h5 чёрная пешка · d4 чёрная пешка · e4 белая пешка · h4 чёрная пешка · c3 чёрная пешка · f3 белая пешка · b2 чёрная пешка · e1 белая ладья · h1 белый король | c8 чёрная ладья · b7 чёрная ладья · h7 чёрный король · a6 белая пешка · b6 белая пешка · f6 чёрная пешка · b5 белая ладья · f5 белая пешка · h5 чёрная пешка · d4 чёрная пешка · e4 белая пешка · h4 чёрная пешка · c3 чёрная пешка · f3 белая пешка · b2 чёрная пешка · e1 белая ладья · h1 белый король | c8 чёрная ладья · b7 чёрная ладья · h7 чёрный король · a6 белая пешка · b6 белая пешка · f6 чёрная пешка · b5 белая ладья · f5 белая пешка · h5 чёрная пешка · d4 чёрная пешка · e4 белая пешка · h4 чёрная пешка · c3 чёрная пешка · f3 белая пешка · b2 чёрная пешка · e1 белая ладья · h1 белый король | c8 чёрная ладья · b7 чёрная ладья · h7 чёрный король · a6 белая пешка · b6 белая пешка · f6 чёрная пешка · b5 белая ладья · f5 белая пешка · h5 чёрная пешка · d4 чёрная пешка · e4 белая пешка · h4 чёрная пешка · c3 чёрная пешка · f3 белая пешка · b2 чёрная пешка · e1 белая ладья · h1 белый король | 3 |
| 2 | c8 чёрная ладья · b7 чёрная ладья · h7 чёрный король · a6 белая пешка · b6 белая пешка · f6 чёрная пешка · b5 белая ладья · f5 белая пешка · h5 чёрная пешка · d4 чёрная пешка · e4 белая пешка · h4 чёрная пешка · c3 чёрная пешка · f3 белая пешка · b2 чёрная пешка · e1 белая ладья · h1 белый король | c8 чёрная ладья · b7 чёрная ладья · h7 чёрный король · a6 белая пешка · b6 белая пешка · f6 чёрная пешка · b5 белая ладья · f5 белая пешка · h5 чёрная пешка · d4 чёрная пешка · e4 белая пешка · h4 чёрная пешка · c3 чёрная пешка · f3 белая пешка · b2 чёрная пешка · e1 белая ладья · h1 белый король | c8 чёрная ладья · b7 чёрная ладья · h7 чёрный король · a6 белая пешка · b6 белая пешка · f6 чёрная пешка · b5 белая ладья · f5 белая пешка · h5 чёрная пешка · d4 чёрная пешка · e4 белая пешка · h4 чёрная пешка · c3 чёрная пешка · f3 белая пешка · b2 чёрная пешка · e1 белая ладья · h1 белый король | c8 чёрная ладья · b7 чёрная ладья · h7 чёрный король · a6 белая пешка · b6 белая пешка · f6 чёрная пешка · b5 белая ладья · f5 белая пешка · h5 чёрная пешка · d4 чёрная пешка · e4 белая пешка · h4 чёрная пешка · c3 чёрная пешка · f3 белая пешка · b2 чёрная пешка · e1 белая ладья · h1 белый король | c8 чёрная ладья · b7 чёрная ладья · h7 чёрный король · a6 белая пешка · b6 белая пешка · f6 чёрная пешка · b5 белая ладья · f5 белая пешка · h5 чёрная пешка · d4 чёрная пешка · e4 белая пешка · h4 чёрная пешка · c3 чёрная пешка · f3 белая пешка · b2 чёрная пешка · e1 белая ладья · h1 белый король | c8 чёрная ладья · b7 чёрная ладья · h7 чёрный король · a6 белая пешка · b6 белая пешка · f6 чёрная пешка · b5 белая ладья · f5 белая пешка · h5 чёрная пешка · d4 чёрная пешка · e4 белая пешка · h4 чёрная пешка · c3 чёрная пешка · f3 белая пешка · b2 чёрная пешка · e1 белая ладья · h1 белый король | c8 чёрная ладья · b7 чёрная ладья · h7 чёрный король · a6 белая пешка · b6 белая пешка · f6 чёрная пешка · b5 белая ладья · f5 белая пешка · h5 чёрная пешка · d4 чёрная пешка · e4 белая пешка · h4 чёрная пешка · c3 чёрная пешка · f3 белая пешка · b2 чёрная пешка · e1 белая ладья · h1 белый король | c8 чёрная ладья · b7 чёрная ладья · h7 чёрный король · a6 белая пешка · b6 белая пешка · f6 чёрная пешка · b5 белая ладья · f5 белая пешка · h5 чёрная пешка · d4 чёрная пешка · e4 белая пешка · h4 чёрная пешка · c3 чёрная пешка · f3 белая пешка · b2 чёрная пешка · e1 белая ладья · h1 белый король | 2 |
| 1 | c8 чёрная ладья · b7 чёрная ладья · h7 чёрный король · a6 белая пешка · b6 белая пешка · f6 чёрная пешка · b5 белая ладья · f5 белая пешка · h5 чёрная пешка · d4 чёрная пешка · e4 белая пешка · h4 чёрная пешка · c3 чёрная пешка · f3 белая пешка · b2 чёрная пешка · e1 белая ладья · h1 белый король | c8 чёрная ладья · b7 чёрная ладья · h7 чёрный король · a6 белая пешка · b6 белая пешка · f6 чёрная пешка · b5 белая ладья · f5 белая пешка · h5 чёрная пешка · d4 чёрная пешка · e4 белая пешка · h4 чёрная пешка · c3 чёрная пешка · f3 белая пешка · b2 чёрная пешка · e1 белая ладья · h1 белый король | c8 чёрная ладья · b7 чёрная ладья · h7 чёрный король · a6 белая пешка · b6 белая пешка · f6 чёрная пешка · b5 белая ладья · f5 белая пешка · h5 чёрная пешка · d4 чёрная пешка · e4 белая пешка · h4 чёрная пешка · c3 чёрная пешка · f3 белая пешка · b2 чёрная пешка · e1 белая ладья · h1 белый король | c8 чёрная ладья · b7 чёрная ладья · h7 чёрный король · a6 белая пешка · b6 белая пешка · f6 чёрная пешка · b5 белая ладья · f5 белая пешка · h5 чёрная пешка · d4 чёрная пешка · e4 белая пешка · h4 чёрная пешка · c3 чёрная пешка · f3 белая пешка · b2 чёрная пешка · e1 белая ладья · h1 белый король | c8 чёрная ладья · b7 чёрная ладья · h7 чёрный король · a6 белая пешка · b6 белая пешка · f6 чёрная пешка · b5 белая ладья · f5 белая пешка · h5 чёрная пешка · d4 чёрная пешка · e4 белая пешка · h4 чёрная пешка · c3 чёрная пешка · f3 белая пешка · b2 чёрная пешка · e1 белая ладья · h1 белый король | c8 чёрная ладья · b7 чёрная ладья · h7 чёрный король · a6 белая пешка · b6 белая пешка · f6 чёрная пешка · b5 белая ладья · f5 белая пешка · h5 чёрная пешка · d4 чёрная пешка · e4 белая пешка · h4 чёрная пешка · c3 чёрная пешка · f3 белая пешка · b2 чёрная пешка · e1 белая ладья · h1 белый король | c8 чёрная ладья · b7 чёрная ладья · h7 чёрный король · a6 белая пешка · b6 белая пешка · f6 чёрная пешка · b5 белая ладья · f5 белая пешка · h5 чёрная пешка · d4 чёрная пешка · e4 белая пешка · h4 чёрная пешка · c3 чёрная пешка · f3 белая пешка · b2 чёрная пешка · e1 белая ладья · h1 белый король | c8 чёрная ладья · b7 чёрная ладья · h7 чёрный король · a6 белая пешка · b6 белая пешка · f6 чёрная пешка · b5 белая ладья · f5 белая пешка · h5 чёрная пешка · d4 чёрная пешка · e4 белая пешка · h4 чёрная пешка · c3 чёрная пешка · f3 белая пешка · b2 чёрная пешка · e1 белая ладья · h1 белый король | 1 |
|   | a | b | c | d | e | f | g | h |   |

1. e4 e5 2. Кf3 Кс6 3. Сb5 a6 4. Са4 Кf6 5. d3 d6 6. c3 Се7 7. 0-0 0-0 8. Ле1 b5 9. Сс2 d5 10. Кbd2 de 11. de Се6 12. h3 h6 13. Кһ2 Кһ7 14. Кg4 Сg5 15. Фе2 Фd6 16. Ке3 Лfd8 17. Кf3 С:e3 18. Ф:e3 Фе7 19. Кһ2 Кf8 20. Фf3 Лd7 21. Кf1 Кһ7 22. Кg3 Лаd8 23. Кf5 Фf6 24. g4 Ке7 25. Фg3 Сс4 26. f3 Сd3 27. Сb3 c5 28. Се3 c4 29. Сd1 Кg5 30. h4 Ке6 31. a4 b4 32. cb Кf4 33. Крһ1 g5 34. b5 a5 35. Сс5 К:f5 36. gf Крһ7 37. Фg4 gh 38. Лg1 h5 39. Фg5 Ф:g5 40. Л:g5 f6 41. Лg1 Кһ3 42. Ле1 Лg8 43. Ла2 Сb1 44. Ла1 Сd3 45. Ла2 Кf4 46. b4 Лс8 47. b6 Лb7 48. Се3 ab 49. a5 b3 50. Ла3 b2 51. Са4 c3 52. Лb3 Ке2 53. Сb5 С:b5 54. Л:b5 Кd4 55. С:d4 ed 56. a6 (см. диаграмму)
56… Л:b6! 57. Л:b6 d3 58. Лg1 d2 59. Л:f6 Лс7 60. Лfg6 d1Ф, 0 : 1

## Турнирная таблица
| № | Участники          | 1 | 1 | 1 | 1 | 2 | 2 | 2 | 2 | 3 | 3 | 3 | 3 | 4 | 4 | 4 | 4 | 5 | 5 | 5 | 5 | 6 | 6 | 6 | 6 | Очки | Место |
| - | ------------------ | - | - | - | - | - | - | - | - | - | - | - | - | - | - | - | - | - | - | - | - | - | - | - | - | ---- | ----- |
| 1 | Михаил Ботвинник   |   |   |   |   | 1 | ½ | ½ | ½ | 1 | ½ | 1 | ½ | 1 | ½ | 1 | ½ | 1 | ½ | 0 | 1 | 0 | 1 | ½ | 1 | 13½  | 1     |
| 2 | Пауль Керес        | 0 | ½ | ½ | ½ |   |   |   |   | 1 | 1 | 0 | ½ | ½ | 0 | ½ | ½ | 0 | 1 | ½ | 1 | 1 | ½ | 1 | ½ | 11   | 2     |
| 3 | Василий Смыслов    | 0 | ½ | 0 | ½ | 0 | 0 | 1 | ½ |   |   |   |   | ½ | 1 | ½ | 1 | ½ | 1 | ½ | ½ | ½ | ½ | ½ | ½ | 10   | 3     |
| 4 | Исаак Болеславский | 0 | ½ | 0 | ½ | ½ | 1 | ½ | ½ | ½ | 0 | ½ | 0 |   |   |   |   | 1 | 1 | ½ | 1 | ½ | 0 | 0 | ½ | 9    | 4     |
| 5 | Андрэ Лилиенталь   | 0 | ½ | 1 | 0 | 1 | 0 | ½ | 0 | ½ | 0 | ½ | ½ | 0 | 0 | ½ | 0 |   |   |   |   | 1 | ½ | 1 | 1 | 8½   | 5     |
| 6 | Игорь Бондаревский | 1 | 0 | ½ | 0 | 0 | ½ | 0 | ½ | ½ | ½ | ½ | ½ | ½ | 1 | 1 | ½ | 0 | ½ | 0 | 0 |   |   |   |   | 8    | 6     |